# 守護甜心！ (動畫)
《守護甜心！》是改編自漫畫家拍檔PEACH-PIT的同名漫畫的電視動畫，由SATELIGHT製作。
第一部於2007年10月6日至2008年9月27日每週六早上9點30分在東京電視台播出，共51話。第二部《守護甜心！！心跳》於2008年10月4日至2009年9月26日播出，共51話。第三部《守護甜心！派對！》於2009年10月3日至2010年3月27日播出，共25話。
卡通頻道 (台灣)將從
2008年12月5日起每週五晚上8點、2009年6月10日起週一至週五晚上7時30分播；香港將從2009年2月18日起每週二、三下午5時15分在翡翠台播出，將於2012年5月14日起每週一至週四晚上7時30分在 迪士尼頻道(香港)播出；
《守護甜心！心跳》迪士尼頻道 (台灣)將從2012年1月9日起每週一至週四19時30播。

## 製作團隊
|            | 守護甜心！           | 守護甜心！！心跳     | 守護甜心！派對！     |
| ---------- | -------------------- | -------------------- | -------------------- |
| 原作       | PEACH-PIT            | PEACH-PIT            | PEACH-PIT            |
| 總導演     | 不適用               | 不適用               | 安田賢司             |
| 導演       | 安田賢司             | 安田賢司             | 伊藤達文             |
| 系列構成   | 島田滿               | 大野木寛             | 大野木寛             |
| 人物設定   | 崔文英               | 崔文英               | 崔文英               |
| 美術導演   | 榊枝利行             | 榊枝利行             | 榊枝利行             |
| 色彩設計   | 品地奈奈繪           | 品地奈奈繪           | 品地奈奈繪           |
| 攝影導演   | 岩崎敦               | 岩崎敦               | 岩崎敦               |
| 編輯       | 肥田文               | 肥田文               | 肥田文               |
| 音響導演   | 明田川進             | 明田川進             | 明田川進             |
| 音樂       | Di'LL                | Di'LL                | Di'LL                |
| 製作人     | 具嶋朋子→吉野文      | 吉多奈央             | 不適用               |
| 製作人     | 八田紳作             | 鈴木隆浩             | 不適用               |
| 製作人     | 中村伸一             |                      | 不適用               |
| 監察       | 不適用               | 佐藤順一             | 佐藤順一             |
| 動畫製作人 | 岸本鈴吾             | 金子文雄             | 不適用               |
| 動畫制作   | SATELIGHT            | SATELIGHT            | SATELIGHT            |
| 製作       | 東京電視台、MediaNet | 東京電視台、MediaNet | 東京電視台、MediaNet |
| 製作       | 波麗佳音             | 波麗佳音             | 守護胚搜索隊         |

## 登場角色
| 角色名稱             | 配音員     | 配音員        | 配音員                | 備註     |
| 角色名稱             | 日本       | 臺灣          | 香港                  | 備註     |
| 守護之星             | 守護之星   | 守護之星      | 守護之星              | 守護之星 |
| -------------------- | ---------- | ------------- | --------------------- | -------- |
| 日奈森亞夢           | 伊藤加奈惠 | 林美秀        | 何璐怡                |          |
| 邊里唯世             | 高木禮子   | 李明幸        | 張裕東                |          |
| 邊里唯世             | 高木禮子   |               | 鄭麗麗                | 幼年時期 |
| 藤咲撫子／藤咲凪彥   | 千葉紗子   | 龍顯蕙        | 曾佩儀                |          |
| 相馬空海             | 阿部敦     | 何志威        | 曹啟謙                |          |
| 相馬空海             | 田中晶子   | 林美秀        | 林元春                | 幼年時期 |
| 結木彌耶             | 中村知子   | 黃珽筠        | 楊善諭→陳皓宜         |          |
| 真城璃茉             | 矢作紗友里 | 雷碧文        | 鄭麗麗                |          |
| 三條海里             | 齋賀光希   | 龍顯蕙        | 雷碧娜→許盈           |          |
| 柊立花               | 江里夏     | 雷碧文        | 黃紫嫻                |          |
| EASTER               |            |               |                       |          |
| 月詠幾斗             | 中村悠一   | 林谷珍        | 李致林                |          |
| 月詠幾斗             | 澤城美雪   | 林美秀        |                       | 幼年時期 |
| 星名歌唄／月詠歌唄   | 水樹奈奈   | 龍顯蕙        | 林元春                |          |
| 二階堂悠             | 間島淳司   | 何志威        | 黃啟昌 劉奕希（代配） |          |
| 二階堂悠             | 澤城美雪   | 雷碧文        |                       | 幼年時期 |
| 三條由佳里           | 夏樹莉緒   | 李明幸        | 陸惠玲                |          |
| 星名一臣／一之宮一臣 | 小形滿     | 林谷珍        | 陳廷軒                |          |
| 一之宮光             | 中尾衣里   | 黃珽筠        | 程文意                |          |
| 露露‧堂‧莫魯斯露     | 神田朱未   | 雷碧文        | 陸惠玲                |          |
| 九十九               | 河田吉正   | 林谷珍        | 潘文柏                |          |
| 千千丸               | 坂口候一   | 何志威        | 張錦江                |          |
| 萬田                 | 根本圭子   | 龍顯蕙        | 曾佩儀                |          |
| 守護甜心             |            |               |                       |          |
| 亞夢的守護甜心       |            |               |                       |          |
| 小蘭                 | 阿澄佳奈   | 龍顯蕙        | 曾秀清                |          |
| 米奇                 | 加藤奈奈繪 | 雷碧文        | 張頌欣                |          |
| 舒舒                 | 豐崎愛生   | 黃珽筠        | 陳凱婷                |          |
| 方塊                 | 伊藤加奈惠 | 黃珽筠 林美秀 | 朱妙蘭                |          |
| 守護之星的守護甜心   |            |               |                       |          |
| 輝石                 | 三宅華也   | 雷碧文        | 黃玉娟                |          |
| 手毬                 | 柚木涼香   | 李明幸        | 黃麗芳                |          |
| 大知                 | 吉野裕行   | 黃珽筠        | 袁淑珍                |          |
| 蓓蓓                 | 古山貴實子 | 林美秀        | 程文意                |          |
| 嘻嘻                 | 成田紗矢香 | 黃珽筠        | 林芷筠                |          |
| 武藏                 | 岡本信彥   | 林谷珍        | 伍博民                |          |
| 節奏                 | 宮田幸季   | 何志威        | 黃淑芬                |          |
| 小螢                 | 佐藤聰美   | 龍顯蕙        | 成瑤孆                |          |
| EASTER的守護甜心     |            |               |                       |          |
| 黑夜                 | 澤城美雪   | 李明幸        | 謝潔貞 伍秀霞（代配） |          |
| 依琉                 | 今野宏美   | 林美秀        | 梁少霞                |          |
| 繪琉                 | 冰青       | 李明幸        | 曾佩儀                |          |
| 娜娜                 | 柚木涼香   | 李明幸        | 余欣沛                |          |
| 其他守護甜心         |            |               |                       |          |
| 雪貝                 | 新井里美   | 雷碧文        | 林元春                |          |
| Zero                 | 渡邊明乃   | 李明幸        | 沈小蘭                |          |
| 空太                 | 小幡記子   | 龍顯蕙        | 許盈                  |          |
| 羅米羅               | 佐藤聰美   | 李明幸        | 伍秀霞                |          |
| 規則                 | 小幡記子   | 雷碧文        | 陳凱婷                |          |
| 小閃                 | 村井每早   | 林美秀        | 劉惠雲                |          |
| 塞西露               | 大前茜     | 林美秀        | 羅杏芝                |          |
| 咪咪                 | 廣橋涼     | 龍顯蕙        | 魏惠娥                |          |
| 其他角色             |            |               |                       |          |
| 聖夜學園             |            |               |                       |          |
| 天河司               | 石田彰     | 林谷珍        | 梁偉德                |          |
| 若菜                 | 佐藤聰美   | 雷碧文        | 梁少霞                |          |
| 真奈美               | 明坂聰美   | 黃珽筠        | 林元春                |          |
| 山吹紗綾             | 川莊美雪   | 李明幸        | 陸惠玲→朱妙蘭         |          |
| 鈴木誠一郎           | 南央美     | 龍顯蕙        | 伍秀霞                |          |
| 鳩羽雪               | 藤村步     | 雷碧文        | 張頌欣                |          |
| 山田                 | 代永翼     | 黃珽筠        | 梁偉德                |          |
| 渡會美咲             | 名塚佳織   | 雷碧文 龍顯蕙 | 梁少霞                |          |
| 長倉拓哉             | 渡邊明乃   | 黃珽筠        | 黃鳳英                |          |
| 畠中麻里若           | 神田朱未   | 雷碧文        | 梁少霞                |          |
| 日奈森家             |            |               |                       |          |
| 日奈森紡             | 織田優成   | 何志威        | 張錦江                |          |
| 日奈森綠             | 村井每早   | 龍顯蕙        | 黃玉娟                |          |
| 日奈森亞實           | 間宮久留美 | 雷碧文        | 楊善諭→梁少霞         |          |
| 邊里家               |            |               |                       |          |
| 唯世的祖母           | 城雅子     | 龍顯蕙        | 雷碧娜                |          |
| 邊里唯               | 竹本英史   | 林谷珍        | 招世亮                |          |
| 邊里瑞惠             | 北西純子   | 雷碧文        | 袁淑珍                |          |
| 藤咲家               |            |               |                       |          |
| 撫子／凪彥媽媽       | 大原沙耶香 | 李明幸        | 謝潔貞                |          |
| 管家奶奶             | 瀧澤久美子 |               |                       |          |
| 相馬家               |            |               |                       |          |
| 空海的祖父           | 中村大樹   |               |                       |          |
| 相馬海童             | 加藤將之   | 林谷珍        | 馮錦堂                |          |
| 相馬秀水             | 大原崇     |               |                       |          |
| 相馬雲海             | 岡本寬志   |               |                       |          |
| 相馬蓮人             | 保志總一朗 |               |                       |          |
| 結木家               |            |               |                       |          |
| 結木翼               | 澤城美雪   | 雷碧文        |                       |          |
| 山本家／莫魯斯露家   |            |               |                       |          |
| 法子·堂·莫魯斯露     | 增田由紀   | 李明幸        | 謝潔貞                |          |
| 露露爸爸             | 島田敏     | 何志威→林谷珍 | 潘文柏                |          |
| 露露的祖母           | 谷育子     | 龍顯蕙        |                       |          |
| 羊田芭蕾舞教室       |            |               |                       |          |
| 羊田美美子           | 定岡小百合 | 龍顯蕙        | 林丹鳳                |          |
| 姫川舞香             | 下屋則子   | 李明幸        | 陸惠玲                |          |
| 相關人士             |            |               |                       |          |
| 冴木信子             | 山本圭子   | 李明幸        | 伍秀霞                |          |
| 鳥居美冬             | 比嘉久美子 | 龍顯蕙        | 鄭麗麗                |          |
| 詩音                 | 中原麻衣   | 雷碧文        | 鄭麗麗                |          |
| 翔太                 | 澤城美雪   | 何志威        | 黃鳳英                |          |
| 修羅耶               | 進藤尚美   | 何志威        | 袁淑珍                |          |
| 珍珠                 | 明坂聰美   | 黃珽筠        | 程文意                |          |
| 日奈森修司           | 淺沼晉太郎 | 何志威        | 伍博民                |          |
| 大友繪里子           | 遠藤綾     | 龍顯蕙        | 林元春                |          |
| 木崎都               | 吉川未來   | 李明幸        | 沈小蘭                |          |
| 姫野琴音             | 明坂聰美   | 雷碧文        | 林芷筠                |          |
| 水谷雛子             | 村井每早   |               | 梁少霞                |          |
| 櫻井優亞             | 釘宮理惠   | 李明幸        | 劉惠雲                |          |
| 由香                 | 藤村步     | 李明幸        | 成瑤孆                |          |

## 主題曲
片頭曲
《守護甜心！》
1. （心靈之蛋）（第1話－第26話）
作詞：川上夏季／作曲：／編曲：安部潤／主唱：Buono！
- 香港粵語版本（守護甜心）（第32話－第51話）

作詞：張美賢／作曲：／編曲：葉肇中／監製：鄧智偉／主唱：王君馨
J2 及 TVB 兒童台播放時改回播放日語版本（心靈之蛋）
2. （最愛大家了）（第27話－第51話）
作詞：C.Piece／作曲：AKIRASTAR／編曲：安部潤／主唱：Buono！
《守護甜心！！心跳》
3. （大家的蛋）（第52話－第64話）
作詞：川上夏季／作曲：日比野裕史／編曲：安部潤／主唱: 守護甜心EGG！（しゅごキャラエッグ！）
4. （守護守護！）（第65話－第76話）
作詞：川上夏季／作曲：日比野裕史／編曲：安部潤／主唱：守護甜心EGG！（しゅごキャラエッグ！）
5. （拜託了♪守護者）（第77話－第89話）
作詞：川上夏季／作曲／編曲：齋藤真也／主唱：守護者4（ガーディアンズ4）
6. 「School Days」（第90話－第102話）
作詞：川上夏季／作曲：BOUNCEBACK／編曲：日比野裕史／主唱：守護者4（ガーディアンズ4）
《守護甜心！派對！》
7. 「PARTY TIME」（第103話－第115話）
作詞：川上夏季／作曲／編曲：日比野裕史／主唱：守護者4（ガーディアンズ4）
8. 「Going On！」（第116話－第127話）
作詞：川上夏季／作曲／編曲：斉藤悠弥／主唱：守護者4（ガーディアンズ4）
9. （我的蛋）（第103話－第115話）
作詞：川上夏季／作曲／編曲：木之下慶行／主唱：守護甜心EGG！（しゅごキャラエッグ！）
10. （謝謝～非常感謝～）（第116話－第127話）
作詞：川上夏季／作曲／編曲：原田ナオ／主唱：守護甜心EGG！（しゅごキャラエッグ！）
片尾曲
《守護甜心！》
1. （真實的自我）（第1話－第12話）
作詞：岩里祐穗／作曲：木之下慶行／編曲：西川進／主唱：Buono！
2. （戀愛♥騎士）（第13話－第26話）
作詞：岩里祐穗／作曲：AKIRASTAR／編曲：西川進／主唱：Buono！
3. 「Kiss！Kiss！Kiss！」（第27話－第39話）
作詞：岩里祐穗／作曲：井上慎二郎／編曲：西川進／主唱：Buono！
4. （努力向前衝！）（第40話－第51話）
作詞：岩里祐穗／作曲：／編曲：西川進／主唱：Buono！
《守護甜心！！心跳》
5. （Lotta Love Lotta Love）（第52話－第68話）
作詞：岩里祐穗／作曲：井上慎二郎／編曲：西川進／主唱：Buono！
6. 「co・no・mi・chi」（這條路）（第69話－第76話）
作詞：三浦德子／作曲：淳君／編曲：AKIRASTAR・中山信彥／主唱：Buono！
7. 「MY BOY」（第77話－第85話、第87話－第89話）
作詞：三浦德子／作曲：淳君／編曲：西川進／主唱：Buono！
SP. （Secret Princess）（第86話）
作詞：齊藤惠／作曲：市川淳／編曲：Di'LL ／主唱：櫻井優亞（釘宮理惠）
8. 「Take It Easy！」（第90話－第101話）
作詞：三浦德子／作曲：淳君／編曲：西川進／主唱：Buono！
SP. （真實的自我）（第102話）
作詞：岩里祐穗／作曲：木之下慶行／編曲：西川進／主唱：Buono！
《守護甜心！派對！》
9. 「Bravo☆Bravo」（第103話－第115話）
作詞：三浦德子／作曲：淳君／編曲：西川進／主唱：Buono！
10. 「Our Songs」（第116話－第126話）
作詞：三浦德子／作曲：淳君／編曲：西川進／主唱：Buono！
11. （心靈之蛋）（第127話）
作詞：川上夏季／作曲：／編曲：安部潤／主唱：Buono！
SP. （謝謝～非常感謝～）（第127話）
作詞：川上夏季／作曲／編曲：原田ナオ／主唱：守護甜心EGG！（しゅごキャラエッグ！）
插曲
《守護甜心！》
1. （迷宮蝴蝶）（第12話、第13話、第26話－第28話、第53話）
作詞：PEACH-PIT、齊藤惠／作曲：dAicE／編曲：齊藤悠彌／主唱：星名歌唄（水樹奈奈）
2. 「BLACK DIAMOND」（第39話—第42話、第53話）
作詞：PEACH-PIT、齊藤惠／作曲：伊橋成哉／編曲：上杉洋史／主唱：星名歌唄（水樹奈奈）
3. （夢想的花蕾）（第42話、第43話）
作詞：PEACH-PIT、齊藤惠／作曲、編曲：Di'LL／主唱：星名歌唄（水樹奈奈）
4. （我們的地球）（第45話）
作詞：齊藤惠／作曲、編曲：Di'LL
5. 「Heartful song」（第47話、第55話、第59話、第86話）
作詞：齊藤惠／作曲：市川淳／編曲：上杉洋史／主唱：星名歌唄（水樹奈奈）
6. （勇氣之歌）（第49話）
作詞：齊藤惠／作曲、編曲：Di'LL／主唱：日奈森亞夢（伊藤加奈惠）
TVB. 「別怪她」(第56話)
作詞：陳詩慧／作曲：鄧智偉／編曲：杜自持／原唱：吳卓羲／主唱︰日奈森亞美 (楊善諭)
《守護甜心！！心跳》
1. 「最強LOVE POWER」（第62話）
作詞：齊藤惠／作曲：市川淳／主唱：日奈森亞夢 with 小蘭、美琪、小絲（伊藤加奈惠、阿澄佳奈、加藤奈奈繪、豐崎愛生）
2. 「Happy X'mas」（第63話）
作詞：齊藤惠／作曲：市川淳／主唱：日奈森亞夢 with 小蘭、美琪、小絲（伊藤加奈惠、阿澄佳奈、加藤奈奈繪、豐崎愛生）
3. （好事即將發生）（第64話）
作詞：齊藤惠／作曲：酒井／主唱：小蘭、美琪、小絲（阿澄佳奈、加藤奈奈繪、豐崎愛生）
4. （第69話）
作詞：齊藤惠／作曲、編曲：柿島伸次／主唱：日奈森亞夢（伊藤加奈惠）
5. （甜心更改背景顏色）（第73話）
作詞：齊藤惠／作曲：柿島伸次／主唱：日奈森亞夢 with 小蘭、美琪、小絲（伊藤加奈惠、阿澄佳奈、加藤奈奈繪、豐崎愛生）
6. （Secret Princess）（第86話）
作詞：齊藤惠／作曲：市川淳／編曲：Di'LL／主唱：櫻井優亞（釘宮理惠）
7. （太陽很適合你）（第93話）
作詞：齊藤惠／作曲：伊橋成哉／編曲：山崎淳／主唱：星名歌唄（水樹奈奈）
《守護甜心！派對！》
《守護甜心！！！心跳不已》
1. （太陽很適合你）（第105話）
作詞：齊藤惠／作曲：伊橋成哉／編曲：山崎淳／主唱：星名歌唄（水樹奈奈）
2. （長大吧！）（第107話）
作詞／作曲／編曲：齊藤惠／主唱：結木彌耶（中村知子）
3. （花的信）（第109話）
作詞／作曲／編曲：齊藤惠／主唱：藤咲撫子・凪彦（千葉紗子）
4.（我們的地球）（第110話）
作詞：齊藤惠／作曲、編曲：Di'LL
5.（夕色的天空）（第121話）
作詞：齊藤惠／作曲：市川淳／編曲：／主唱：星名歌唄（水樹奈奈）
6. （真實的自我）（第127話）
作詞：岩里祐穗／作曲：木之下慶行／編曲：西川進／主唱：Buono！
《守護甜心！圖鑑》
1. （追夢的RACER）（第103話－第106話、第115話、第117話）
作詞：齊藤惠／作曲：Yatchi／主唱：日奈森亞夢（伊藤加奈惠）
2.（一人一半的心）（第107話－第108話、第110話、第113話、第116話）
作詞：齊藤惠／作曲：町田／主唱﹕日奈森亞夢（伊藤加奈惠）
3.（太陽很適合你）（第109話）
作詞：齊藤惠／作曲：伊橋成哉／編曲：山崎淳／主唱：星名歌唄（水樹奈奈）
4. （長大吧！）（第111話）
作詞／作曲／編曲：齊藤惠／主唱：結木彌耶（中村知子）
5. （花的信）（第112話）
作詞／作曲／編曲：齊藤惠／主唱：藤咲撫子・凪彥（千葉紗子）
6. （迷宮蝴蝶）（第114話）
作詞：PEACH-PIT、齊藤惠／作曲：dAicE／編曲：齊藤悠彌／主唱：星名歌唄（水樹奈奈）
7. （Secret Princess）（第118話）
作詞：齊藤惠／作曲：市川淳／編曲：Di'LL／主唱：櫻井優亞（釘宮理惠）
8. （暗語是Open Heart）（第120話—第121話、第124話、第126話）
作詞：齊藤惠／作曲／編曲：／主唱：日奈森亞夢（伊藤加奈惠）
9. （小小的星～The Little Prince～）（第122話）
作詞／作曲／編曲：齊藤惠／主唱：邊里唯世（高木禮子）
10. （某天會有的浪漫）（第123話）
作詞／作曲／編曲：齊藤惠／主唱：真城璃舞（矢作紗友里）
11.（夕色的天空）（第125話）
作詞：齊藤惠／作曲：市川淳／編曲：／主唱：星名歌唄（水樹奈奈）
《小小守護甜心！》
1. （守護蛋戰士Shugo Bomber）（第35-36話）
作詞／作曲：齊藤惠／編曲：齊藤惠 & Di'LL／主唱：小蘭・米奇・舒舒・方塊（阿澄佳奈、加藤奈奈繪、豐崎愛生、伊藤加奈惠）

## 各話列表
| 話數                               | 中文標題                       | 日文標題                  | 日本首播日期              | 脚本                      | 分鏡                       | 演出                      | 作畫監督                              |
| 守護甜心！（第1話－51話）          | 守護甜心！（第1話－51話）      | 守護甜心！（第1話－51話） | 守護甜心！（第1話－51話） | 守護甜心！（第1話－51話） | 守護甜心！（第1話－51話）  | 守護甜心！（第1話－51話） | 守護甜心！（第1話－51話）             |
| ---------------------------------- | ------------------------------ | ------------------------- | ------------------------- | ------------------------- | -------------------------- | ------------------------- | ------------------------------------- |
| 1                                  | 守護甜心誕生！                 |                           | 2007年10月6日             | 島田満                    | 安田賢司                   | 安田賢司                  | 鈴木信吾 舛田裕美                     |
| 2                                  | 心靈之蛋！                     |                           | 2007年10月13日            | 島田満                    | 安田賢司                   | 金澤洪充                  | 鈴木幸江 見嶋梨香                     |
| 3                                  |                                |                           | 2007年10月20日            | 犬飼和彦                  | 金澤洪充                   | 金澤洪充                  | 井元一彰                              |
| 4                                  | 我是王牌！？                       |                           | 2007年10月27日            |                           | 原博 安田賢司              | 平尾美穂                  | 小菅和久                              |
| 5                                  | ！                             |                           | 2007年11月3日             | 中村誠                    | 工藤進                     | 工藤進                    | 鈴木幸江                              |
| 6                                  | 變身！！                       |                           | 2007年11月10日            | 小山知子                  | 松田清                     | 松田清                    | 関口雅浩                              |
| 7                                  | 小小的蛋！                         |                           | 2007年11月17日            | 島田満                    | 原博 安田賢司              | 飯村正之                  | 松本卓也 舛田裕美                     |
| 8                                  | ！                             |                           | 2007年11月24日            | 犬飼和彦                  |                            | 清水一伸                  | 栗原学、服部憲知 清水智子、中尾香奈美 |
| 9                                  | 藤咲家的七大不可思議！？                   | 藤咲家の七不思議！？      | 2007年12月1日             |                           | 金澤洪充                   | 金澤洪充                  | 井元一彰                              |
| 10                                 | 變身！！                       |                           | 2007年12月8日             | 中村誠 安田賢司           | 西茂団寛                   | 登坂晋                    | 江原康之                              |
| 11                                 | 雪山的假日！                       |                           | 2007年12月15日            | 小山知子                  | 工藤進                     | 工藤進                    | 小菅和久 鈴木幸江                     |
| 12                                 | 悲傷的聖誕節・前夕！           |                           | 2007年12月22日            | 犬飼和彦                  | 西茂団寛                   | 大西景介                  | 手島典子                              |
| 13                                 | ！                             |                           | 2008年1月5日              | 島田満                    | 須永司                     | 榎本守                    | 松本卓也 舛田裕美                     |
| 14                                 | 滑雪場與守護甜心！？雪貝登場！ |                           | 2008年1月12日             | 中村誠                    |                            | 清水一伸                  | 村上真紀 山本善哉                     |
| 15                                 | 雪原的大攻防！拯救雪貝！       |                           | 2008年1月19日             | 中村誠                    | 金澤洪充                   | 金澤洪充                  | 井元一彰                              |
| 16                                 |                                |                           | 2008年1月26日             |                           | 西茂団寛                   | 平尾美穂                  | 小菅和久 古田誠                       |
| 17                                 | ！                             |                           | 2008年2月2日              | 島田満                    | 金澤洪充                   | 工藤進                    | 見嶋梨香 鈴木幸江                     |
| 18                                 | 高興而害羞的初次約會！                         |                           | 2008年2月9日              | 犬飼和彦                  | 金澤洪充                   | 登坂晋                    | 江原康之                              |
| 19                                 | 爸爸與媽媽的回憶！               |                           | 2008年2月16日             | 小山知子                  | 伊藤真朱                   | 吉本毅                    | 水野知己                              |
| 20                                 | 送給妳的禮物！                 |                           | 2008年2月23日             | 犬飼和彦                  | 平尾美穂                   | 平尾美穂                  | 古田誠 松本卓也                       |
| 21                                 | 守護甜心被誘拐！                   |                           | 2008年3月1日              |                           | 榎本守                     | 榎本守                    | 舛田裕美                              |
| 22                                 | ！                             |                           | 2008年3月8日              | 中村誠                    |                            | 清水一伸                  | 山本良                                |
| 23                                 | Remake Honey！理想中的自己！               |                           | 2008年3月15日             | 島田満                    | 西茂団寛                   | 橋本直人                  | 小野陽子                              |
| 24                                 | 心！                           |                           | 2008年3月22日             | 小山知子                  | 安田賢司                   | 安田賢司 八瀬祐樹         | 井元一彰                              |
| 25                                 | 撫子！春天卻要告別！？                     |                           | 2008年3月29日             | 島田満                    | 西茂団寛                   | 三原武憲                  | 内原茂                                |
| 26                                 | 嶄新的開始！                       |                           | 2008年4月5日              |                           | 金澤洪充                   | 工藤進                    | 鈴木幸江                              |
| 27                                 | 第四顆守護蛋！                   |                           | 2008年4月12日             | 犬飼和彦                  | 中津環                     | 清水一伸                  | 諸正真美 服部憲知 栗原学              |
| 28                                 | 王牌失職？新守護者登場！               |                           | 2008年4月19日             | 中村誠                    | 伊藤真朱                   | 吉本毅                    | 服部憲知                              |
| 29                                 | 變身！？Amulet Angel！                     |                           | 2008年4月26日             | 小山知子                  | 平尾美穂                   | 平尾美穂                  | 古田誠 松本卓也                       |
| 30                                 | ！                             |                           | 2008年5月3日              |                           | 金澤洪充                   | 登坂晋                    | 江原康之                              |
| 31                                 | Pretty Baby☆大騷動！                      |                           | 2008年5月10日             | 小山知子                  | 西茂団寛                   | 三原武憲                  | 内原茂 平塚知哉                       |
| 32                                 | ！                             |                           | 2008年5月17日             | 島田満                    | 中津環                     | 榎本守                    | 舛田裕美                              |
| 33                                 | ！                             |                           | 2008年5月24日             | 犬飼和彦                  | 伊藤真朱                   | 清水一伸                  | 栗原学 諸正麻美 服部憲知              |
| 34                                 | 真的嗎！？幽靈屋大冒險！             |                           | 2008年5月31日             | 中村誠                    | 岸誠二                     | 金澤洪充                  | 井元一彰                              |
| 35                                 | 初戀的婚禮蛋糕！                     |                           | 2008年6月7日              | 島田満                    | 松村康弘                   | 松村康弘                  | 栗原学 諸正麻美 服部憲知              |
| 36                                 | 黃金王子！                     |                           | 2008年6月14日             | 島田満                    | 神戸守                     | 日卷祐二                  | 亀谷響子                              |
| 37                                 | 黃金王子！                     |                           | 2008年6月21日             | 犬飼和彦                  | 金澤洪充                   | 榎本守                    | 鈴木幸江                              |
| 38                                 | 鑰匙和鎖那傢伙和我！                           |                           | 2008年6月28日             | 犬飼和彦                  | 伊藤真朱                   | 登坂晋                    | 江原康之                              |
| 39                                 | 變身！！                       |                           | 2008年7月5日              | 中村誠                    | 西茂団寛                   | 金澤洪充                  | 松本卓也                              |
| 40                                 | 璃茉！！                       |                           | 2008年7月12日             | 小山知子                  | 三原武憲                   | 三原武憲                  | 石井舞                                |
| 41                                 | 真正的自我！                     |                           | 2008年7月19日             | 犬飼和彦                  | 金澤洪充 中津環            | 金澤洪充                  | 古田誠                                |
| 42                                 | 星名歌唄！最終的決戰！           |                           | 2008年7月26日             | 小山知子 島田満           | 平尾美穂                   | 平尾美穂                  | 舛田裕美                              |
| 43                                 | 變身！！                       |                           | 2008年8月2日              | 島田満                    | 金澤洪充                   | 安川勝                    | 内田孝行                              |
| 44                                 | 心！                           |                           | 2008年8月9日              | 犬飼和彦                  | 安田賢司                   | 八瀬祐樹                  | 井元一彰                              |
| 45                                 | 加油！誠一郎！                 |                           | 2008年8月16日             | 中村誠                    | 伊藤真朱                   | 清水一伸                  | 栗原学 李鐘卿                         |
| 46                                 | 璃茉降臨！？笑話之神！             |                           | 2008年8月23日             | 小山知子                  | 金澤洪充                   | 三原武憲                  | 石井舞                                |
| 47                                 | 我是歌唄的經理人！？             |                           | 2008年8月30日             | 犬飼和彦                  | 登坂晋                     | 登坂晋                    | 江原康之                              |
| 48                                 | 拜託了彌耶！                         |                           | 2008年9月6日              | 犬飼和彦                  | 西茂団寛                   | 榎本守                    | 鈴木幸江                              |
| 49                                 | 小提琴的秘密！風中舞動的音符！         |                           | 2008年9月13日             | 中村誠                    | 伊藤真朱                   |                           | 松本卓也                              |
| 50                                 | 真的發現了嗎？胚胎！                         |                           | 2008年9月20日             | 小山知子                  | 西茂団寛                   | 工藤進                    | 山中正博 古田誠                       |
| 51                                 | ！                             |                           | 2008年9月27日             | 島田満                    | 中津環                     | 金澤洪充                  | 鈴木信吾 舛田裕美                     |
| 守護甜心！！心跳（第52話－102話）  |                                |                           |                           |                           |                            |                           |                                       |
| 52                                 | 放眼望去-一片閃亮！            |                           | 2008年10月4日             | 安田賢司                  | 安田賢司                   | 酒井和男                  | 鈴木幸江                              |
| 53                                 | 忙得不可開交！？               |                           | 2008年10月11日            | 大野木寛                  | 安田賢司                   | 八瀬祐樹                  | 大河原晴男                            |
| 54                                 | 啊？新的朋友！？               |                           | 2008年10月18日            | 大野木寛                  | 安田賢司                   | 榎本守                    | 松本卓也 古田誠                       |
| 55                                 | 為歌唱的心靈插上翅膀！         |                           | 2008年10月25日            | 大野木寛                  | 安田賢司                   | 鎌仲史陽                  | 鈴木幸江 見嶋梨香                     |
| 56                                 | 遼闊的天空！飛起來的感覺！     |                           | 2008年11月1日             | 根元歳三                  | 伊藤真朱                   | 清水一伸                  | 臼田美夫、石橋有希子 栗原学、服部憲知 |
| 57                                 | 超可愛，一觸即發的危機！       |                           | 2008年11月8日             | 浅川美也                  | 安田賢司 水本葉月          | 室谷靖                    |                                       |
| 58                                 | ！                             |                           | 2008年11月15日            | 山口伸明                  | 金澤洪充                   | 金澤洪充                  | 井元一彰                              |
| 59                                 | 星名歌唄！全新的出發！         |                           | 2008年11月22日            | 池田眞美子                | 伊藤真朱                   | 間島崇寛                  | 大塚八愛 関口雅浩                     |
| 60                                 | 幸運日是最適合告白的日子？     |                           | 2008年11月29日            | 桑畑絹子                  | 青木佐惠子                 | 榎本守                    | 松本卓也 谷川亮介                     |
| 61                                 | ！                             |                           | 2008年12月6日             | 根元歳三                  | 金澤洪充                   | 星野真                    | 松尾亜希子 浦和文子                   |
| 62                                 | 璃茉對凪彥！他們兩人互為對手？ |                           | 2008年12月13日            | 山口伸明                  | 酒井和男                   | 酒井和男                  | 鈴木幸江 見嶋梨香                     |
| 63                                 | 露露的完美聖誕節！             |                           | 2008年12月20日            | 浅川美也                  | 安田賢司 金澤洪充 酒井和男 | 松田清                    | 小倉典子                              |
| 64                                 | 新春！變身搞笑賀年！？         |                           | 2008年12月27日            | 根元歳三                  | 伊藤真朱                   | 八瀬祐樹                  | 井元一彰                              |
| 65                                 | 下雪天的秘密特別多？           |                           | 2009年1月10日             | 桑畑絹子                  | 紅優                       | 水本葉月                  | 伊藤真理子                            |
| 66                                 | 大騷亂！貓耳朵少女！？               |                           | 2009年1月17日             | 池田眞美子                | 安田賢司                   | 清水一伸                  | 臼田美夫 宮田瑠美                     |
| 67                                 | 幽浮少女出現！                 |                           | 2009年1月24日             | 大野木寛                  | 松田清                     | 間島崇寛                  | 関口雅浩 大塚八愛                     |
| 68                                 | 再會了，山吹沙綾…              |                           | 2009年1月31日             | 山口伸明                  | 台置伸                     | 五月女有作                | 松尾亜希子 浦和文子                   |
| 69                                 | 初戀？戀愛攻擊！                       |                           | 2009年2月7日              | 根元歳三                  | 伊藤真朱                   | 榎本守                    | 松本卓也 若山政志                     |
| 70                                 | 最討厭巧克力了！？             |                           | 2009年2月14日             | 桑畑絹子                  | 青木佐恵子                 | 八瀬祐樹                  | 鈴木幸江 見嶋梨香                     |
| 71                                 | 險峻的真誠之路！海里再現！     |                           | 2009年2月21日             | 浅川美也                  | 登坂晋                     | 登坂晋                    | 手島典子                              |
| 72                                 | 大震撼！奶奶登場！！           |                           | 2009年2月28日             | 山口伸明                  | 河本昇悟                   | 安川勝                    | 杉村友和 小峰正頼                     |
| 73                                 | 秘！和好如初的秘方？           |                           | 2009年3月7日              | 根元歳三                  | 台置伸                     | 室谷靖                    |                                       |
| 74                                 | 心跳加速的白色情人節！         |                           | 2009年3月14日             | 大野木寛                  | 酒井和男                   | 酒井和男                  | 塩川貴史                              |
| 75                                 | 露出馬腳！？歌唄跑到我家來了！ |                           | 2009年3月21日             | 桑畑絹子                  | 三原武憲                   | 間島崇寛                  | 関口雅浩                              |
| 76                                 | 新的敵人！？月夜之戰！         |                           | 2009年3月28日             | 浅川美也                  | 伊藤真朱                   | 近藤一英                  | 浦和文子 山崎輝彦                     |
| 77                                 | 打擊！被破壞的第一次約會！     |                           | 2009年4月4日              | 根元歳三                  | 榎本守                     | 榎本守                    | 松本卓也                              |
| 78                                 | 亞夢漫～長的一日！？           |                           | 2009年4月11日             | 山口伸明                  | 青木佐恵子                 | 清水一伸                  | 臼田美夫 宮田瑠美                     |
| 79                                 | 幾斗與亞夢 悲傷的一戰！        |                           | 2009年4月18日             | 池田眞美子                | 平尾みほ                   | 平尾みほ                  | 鈴木幸江 三嶋梨香                     |
| 80                                 | 信任的感覺！Platinum Heart！                 |                           | 2009年4月25日             | 桑畑絹子                  | 水本葉月                   | 水本葉月                  | 豆塚隆                                |
| 81                                 | 潛入！復活社公司！？           |                           | 2009年5月2日              | 浅川美也                  | 三原武憲 山口零次          | 八瀨祐樹                  | 伊藤真理子                            |
| 82                                 | 奮鬥！我才是主將！             |                           | 2009年5月9日              | 水内世理                  | 伊藤真珠                   | 登坂晋                    | 小倉典子                              |
| 83                                 | 擦身而過的音樂博覽會？         |                           | 2009年5月16日             | 根元歳三                  | 室谷靖                     | 室谷靖                    | 塩川貴史                              |
| 84                                 | 原來二階堂老師是老師啊！？     |                           | 2009年5月23日             | 大野木寛                  | 間島崇寛                   | 河本昇悟                  | 関口雅浩                              |
| 85                                 | Cheese！傳說中的女孩登場！！   |                           | 2009年5月30日             | 山口伸明                  | 酒井和男                   | 酒井和男                  | 松本卓也 小峰正頼                     |
| 86                                 | 歌聲傳出去吧！朝向那天的我！！ |                           | 2009年6月6日              | 山口伸明                  | 伊藤達文                   | 伊藤達文                  | 鈴木幸江 見嶋梨香                     |
| 87                                 | 拯救娜娜！守護甜心護士們出動？ |                           | 2009年6月13日             | 桑畑絹子                  | 清水一伸                   | 伊藤真朱                  | 菊永千里 山崎輝彦                     |
| 88                                 | 激烈衝突！失控的謎之蛋！！     |                           | 2009年6月20日             | 根元歳三                  | 清水一伸                   | 河本昇悟                  | 宮田瑠美 臼田美夫                     |
| 89                                 | 讓心彼此瞭解吧。               |                           | 2009年6月27日             | 大野木寛                  | 榎本守 三原武憲            | 榎本守                    |                                       |
| 90                                 | 傳達給你！這份心情！           |                           | 2009年7月4日              | 池田眞美子                | 安田賢司 小倉峰馬          | 間島崇寛                  | 小倉典子                              |
| 91                                 | 全開！我的節奏！               |                           | 2009年7月11日             | 花田十輝                  | 伊藤真朱                   | 水野健太郎                | 早乙女啓 赤尾良太郎                   |
| 92                                 | 酷酷地解決吧！Beat Jumper！               |                           | 2009年7月18日             | 浅川美也                  | 水本葉月                   | 水本葉月                  | 塩川貴史                              |
| 93                                 | 星名歌唄，朝未來飛翔！         |                           | 2009年7月25日             | 山口伸明                  | 室谷靖                     | 室谷靖                    | 松本卓也 藤本さとる                   |
| 94                                 | 前進吧！小花貓搜查隊！？       |                           | 2009年8月1日              | 根元歳三                  | 登坂晉                     | 間島崇寛                  | 川崎愛香                              |
| 95                                 | 璃茉和彌耶，珍珠般的羈絆！     |                           | 2009年8月8日              | 大野木寛                  | 八瀬祐樹                   | 八瀬祐樹                  | 鈴木幸江 見嶋梨香                     |
| 96                                 | 傳遞不了的聲音，支離破碎的心。 |                           | 2009年8月15日             | 桑畑絹子                  | 安田賢司                   | 五月女有作                | 山崎輝彦 青井小夜                     |
| 97                                 | 唯世與幾斗！命運的星象！       |                           | 2009年8月22日             | 花田十輝                  | 伊藤真朱                   | 清水一伸                  | 宮田瑠美 臼田美夫 漢永勳              |
| 98                                 | 復活！耀眼的舞姬！             |                           | 2009年8月29日             | 根元歳三                  | 登坂晋                     | 室谷靖                    |                                       |
| 99                                 | 目標只有一個！守護者之戰！     |                           | 2009年9月5日              | 浅川美也                  | 榎本守 安田賢司            | 間島崇寛                  | 亀谷響子                              |
| 100                                | 誕生！兩個變身！               |                           | 2009年9月12日             | 池田眞美子                | 河本昇悟                   | 水本葉月                  | 塩川貴史                              |
| 101                                | 破掉的繪本！悲傷的秘密！       |                           | 2009年9月19日             | 根元歳三                  | 伊藤達文 小倉峰馬          | 八瀬祐樹                  | 松本卓也                              |
| 102                                | 夢想之蛋、理想中的自己。       |                           | 2009年9月26日             | 大野木寛                  | 安田賢司                   | 榎本守                    | 見嶋梨香 鈴木幸江                     |
| 守護甜心！派對！（第103話－127話） |                                |                           |                           |                           |                            |                           |                                       |
| 103                                | 活力十足的轉學生！             |                           | 2009年10月3日             | 大野木寬                  | 伊藤達文                   | 五月女有作                | 青井小夜                              |
| 104                                | 誕生！守護之星見習生！？       |                           | 2009年10月10日            | 大野木寬                  | 伊藤達文                   | 間島崇寛                  | 河合桃子                              |
| 105                                | 讓心發亮！歌聲的力量！         |                           | 2009年10月17日            | 根元歲三                  | 酒井和男                   | 室谷靖                    |                                       |
| 106                                | 小光vs小兔子？新手上路真辛苦！ |                           | 2009年10月24日            | 桑畑絹子                  | 室谷靖                     | 室谷靖                    |                                       |
| 107                                | 彌耶幹勁十足玩園藝             |                           | 2009年10月31日            | 山口伸明                  | 室谷靖                     | 間島崇寛                  | 小美戶幸代                            |
| 108                                | 心靈之蛋所歸之處！             |                           | 2009年11月7日             | 浅川美也                  | 伊藤美朱                   | 五月女有作                |                                       |
| 109                                | 歡迎回來！撫子！               |                           | 2009年11月14日            | 根元歲三                  | 伊藤達文                   | 五月女有作                | 山崎輝彥 菊池政芳 菊永千里            |
| 110                                | 魅惑的形象改造！               |                           | 2009年11月21日            | 山口伸明                  | 伊藤達文                   | 榎本守                    | 塩川貴史                              |
| 111                                | 為什麼！？璃茉前輩！           |                           | 2009年11月28日            | 大野木寛                  | 榎本守                     | 榎本守                    | 松本卓也                              |
| 112                                | 什麼！唯世喜歡的人!?           |                           | 2009年12月5日             | 浅川美也                  | 伊藤達文                   | 八瀬祐樹                  | 鈴木幸江                              |
| 113                                | 閃閃發亮的寶物                 |                           | 2009年12月12日            | 桑畑絹子                  | 石山貴明                   | 水野健太郎                | 早乙女啓                              |
| 114                                | 精疲力竭，亞夢當媽媽           |                           | 2009年12月19日            | 山口伸明                  | 平尾みは                   | 平尾みは                  | 見嶋梨香                              |
| 115                                | 理想中的我                     |                           | 2009年12月26日            | 根元歲三                  | 島津裕行                   | 石踊宏                    | 川島尚                                |
| 116                                | 第一次見面這就是惡魄           |                           | 2010年1月9日              | 浅川美也                  | 登坂晋                     | 間島崇寛                  | 日高真由美                            |
| 117                                | 不要再吵架了!                  |                           | 2010年1月16日             | 大野木寬                  | 石山貴明                   | 筑紫大介                  | 小池智史                              |
| 118                                | 前進吧 立花!往守護者的道路     |                           | 2010年1月23日             | 山口伸明                  | 三原武憲                   | 榎本守                    | 塩川貴史                              |
| 119                                | 轉啊轉，旋轉的世界             |                           | 2010年1月30日             | 根元歲三                  | 伊藤真朱                   | 榎本守                    | 松本卓也                              |
| 120                                | 心跳不已的野餐!                |                           | 2010年2月6日              | 桑畑絹子                  | 室谷靖                     | 室谷靖                    |                                       |
| 121                                | 歌唄、搖動的心靈!              |                           | 2010年2月13日             | 桑畑絹子                  | 室谷靖                     | 室谷靖                    |                                       |
| 122                                | 嚇一跳 我的蛋被打上了叉叉      |                           | 2010年2月20日             | 山口伸明                  | 三原武憲                   | 三原武憲                  | 皆川一徳                              |
| 123                                | 很高興認識你                   |                           | 2010年2月27日             | 浅川美也                  | 伊藤達文                   | 登坂晋                    | 鈴木幸江                              |
| 124                                | 光與快樂的遊樂場！             |                           | 2010年3月6日              | 大野木寬                  | 水本葉月                   | 水本葉月                  | 三嶋梨香                              |
| 125                                | 危機！立花與惡蛋？             |                           | 2010年3月13日             | 根元歲三                  | 石山タカ明                 | 松田清                    |                                       |
| 126                                | 相信吧！我純潔的心！           |                           | 2010年3月20日             | 山口伸明                  | 伊藤達文                   | 伊藤達文                  |                                       |
| 127                                | 心跳加速-小鹿亂撞！！！        |                           | 2010年3月27日             | 大野木寬                  | 安田賢司                   | 室谷靖                    | 塩川貴史                              |

| 話數                          | 中文標題                      | 日文標題                      | 日本首播日期                  | 脚本                          | 分鏡                          | 演出                          | 角色設計                      |
| 小小守護甜心！（第1話－50話） | 小小守護甜心！（第1話－50話） | 小小守護甜心！（第1話－50話） | 小小守護甜心！（第1話－50話） | 小小守護甜心！（第1話－50話） | 小小守護甜心！（第1話－50話） | 小小守護甜心！（第1話－50話） | 小小守護甜心！（第1話－50話） |
| ----------------------------- | ----------------------------- | ----------------------------- | ----------------------------- | ----------------------------- | ----------------------------- | ----------------------------- | ----------------------------- |
| 1                             | 自我介紹篇                    |                               | 2009年10月3日                 | 桑畑絹子 山口伸明             | 安田賢司                      | 安田賢司                      | 見嶋梨香                      |
| 2                             | 花與方塊篇                    |                               | 2009年10月3日                 | 桑畑絹子 山口伸明             | 安田賢司                      | 安田賢司                      | 見嶋梨香                      |
| 3                             | 捉迷藏篇                      |                               | 2009年10月10日                | 山口伸明                      | 安田賢司                      | 安田賢司                      | 見嶋梨香                      |
| 4                             | 捉迷藏之下集篇                |                               | 2009年10月10日                | 山口伸明                      | 安田賢司                      | 安田賢司                      | 見嶋梨香                      |
| 5                             | 身體交換篇                    |                               | 2009年10月17日                | 桑畑絹子 山口伸明             | 安田賢司                      | 安田賢司                      | 見嶋梨香                      |
| 6                             | 守護甜心戰士之一篇            |                               | 2009年10月17日                | 桑畑絹子 山口伸明             | 安田賢司                      | 安田賢司                      | 見嶋梨香                      |
| 7                             | 輝石的皇冠篇                  |                               | 2009年10月24日                | 桑畑絹子 根元歲三             | 安田賢司                      | 安田賢司                      | 見嶋梨香                      |
| 8                             | 守護甜心戰士之二篇            |                               | 2009年10月24日                | 桑畑絹子 根元歲三             | 安田賢司                      | 安田賢司                      | 見嶋梨香                      |
| 9                             | 怎麼都停不下來！篇            |                               | 2009年10月31日                | 大野木寬 桑畑絹子             | 安田賢司                      | 安田賢司                      | 見嶋梨香                      |
| 10                            | 把螃蟹放在南南西邊篇          |                               | 2009年10月31日                | 大野木寬 桑畑絹子             | 安田賢司                      | 安田賢司                      | 見嶋梨香                      |
| 11                            | 米奇的實驗室-第1集篇          |                               | 2009年11月7日                 | 大野木寬                      | 安田賢司                      | 安田賢司                      | 見嶋梨香                      |
| 12                            | 米奇的實驗室-第2集篇          |                               | 2009年11月7日                 | 大野木寬                      | 安田賢司                      | 安田賢司                      | 見嶋梨香                      |
| 13                            | 嘻嘻不笑了篇                  |                               | 2009年11月14日                | 根元歲三                      | 安田賢司                      | 安田賢司                      | 見嶋梨香                      |
| 14                            | 守護甜心戰士之三篇            |                               | 2009年11月14日                | 根元歲三                      | 安田賢司                      | 安田賢司                      | 見嶋梨香                      |
| 15                            | 黃金奶嘴篇                    |                               | 2009年11月21日                | 山口伸明 桑畑絹子             | 安田賢司                      | 安田賢司                      | 見嶋梨香                      |
| 16                            | 雙胞胎守護甜心篇              |                               | 2009年11月21日                | 山口伸明 桑畑絹子             | 安田賢司                      | 安田賢司                      | 見嶋梨香                      |
| 17                            | 小蘭的穴道?篇                 |                               | 2009年11月28日                | 浅川美也 根元歲三             | 安田賢司                      | 安田賢司                      | 見嶋梨香                      |
| 18                            | 新的守護甜心？篇              |                               | 2009年11月28日                | 浅川美也 根元歲三             | 安田賢司                      | 安田賢司                      | 見嶋梨香                      |
| 19                            | 黑夜的惡作劇篇                |                               | 2009年12月5日                 | 大野木寬 根元歲三             | 安田賢司                      | 安田賢司                      | 見嶋梨香                      |
| 20                            | 皇家庭園裡的幽靈篇            |                               | 2009年12月5日                 | 大野木寬 根元歲三             | 安田賢司                      | 安田賢司                      | 見嶋梨香                      |
| 21                            | 呀呵!篇                       |                               | 2009年12月12日                | 山口伸明 根元歲三             | 安田賢司                      | 安田賢司                      | 見嶋梨香                      |
| 22                            | Shugo Bomber・其四篇          |                               | 2009年12月12日                | 山口伸明 根元歲三             | 安田賢司                      | 安田賢司                      | 見嶋梨香                      |
| 23                            | 黑夜的聖誕節篇                |                               | 2009年12月19日                | 浅川美也 根元歲三             | 安田賢司                      | 安田賢司                      | 見嶋梨香                      |
| 24                            | 聖誕蛋糕危機篇                |                               | 2009年12月19日                | 浅川美也 根元歲三             | 安田賢司                      | 安田賢司                      | 見嶋梨香                      |
| 25                            | 守護甜心電視購物篇            |                               | 2009年12月26日                | 浅川美也 根元歲三             | 安田賢司                      | 安田賢司                      | 見嶋梨香                      |
| 26                            | 煩惱解決大隊之1篇             |                               | 2009年12月26日                | 浅川美也 根元歲三             | 安田賢司                      | 安田賢司                      | 見嶋梨香                      |
| 27                            | 新春揮毫篇                    |                               | 2010年1月9日                  | 根元歲三 大野木寬             | 安田賢司                      | 安田賢司                      | 見嶋梨香                      |
| 28                            | 暖爐桌篇                      |                               | 2010年1月9日                  | 根元歲三 大野木寬             | 安田賢司                      | 安田賢司                      | 見嶋梨香                      |
| 29                            | Love Love 愛的探訪篇          |                               | 2010年1月16日                 | 山口伸明 大野木寬             | 安田賢司                      | 安田賢司                      | 見嶋梨香                      |
| 30                            | 小小的幸福篇                  |                               | 2010年1月16日                 | 山口伸明 大野木寬             | 安田賢司                      | 安田賢司                      | 見嶋梨香                      |
| 31                            | 烤年糕篇                      |                               | 2010年1月23日                 | 大野木寬 桑畑絹子             | 安田賢司                      | 安田賢司                      | 見嶋梨香                      |
| 32                            | 煩惱解決大隊之2篇             |                               | 2010年1月23日                 | 大野木寬 桑畑絹子             | 安田賢司                      | 安田賢司                      | 見嶋梨香                      |
| 33                            | 米奇的實驗室第三集篇          |                               | 2010年1月30日                 | 根元歲三 山口伸明             | 安田賢司                      | 安田賢司                      | 見嶋梨香                      |
| 34                            | 跨越彩虹嗎？篇                |                               | 2010年1月30日                 | 根元歲三 山口伸明             | 安田賢司                      | 安田賢司                      | 見嶋梨香                      |
| 35                            | 守護甜心戰士之五篇            |                               | 2010年2月6日                  | 根元歲三                      | 安田賢司                      | 安田賢司                      | 見嶋梨香                      |
| 36                            | 守護甜心戰士之六篇            |                               | 2010年2月6日                  | 根元歲三                      | 安田賢司                      | 安田賢司                      | 見嶋梨香                      |
| 37                            | 玩笑話偵探繪琉篇              |                               | 2010年2月13日                 | 大野木寬 山口伸明             | 安田賢司                      | 安田賢司                      | 見嶋梨香                      |
| 38                            | 方塊與小小的花苗篇            |                               | 2010年2月13日                 | 大野木寬 山口伸明             | 安田賢司                      | 安田賢司                      | 見嶋梨香                      |
| 39                            | 惡魄遊戲篇                    |                               | 2010年2月20日                 | 浅川美也 山口伸明             | 安田賢司                      | 安田賢司                      | 見嶋梨香                      |
| 40                            | 米奇的實驗室第4集篇           |                               | 2010年2月20日                 | 浅川美也 山口伸明             | 安田賢司                      | 安田賢司                      | 見嶋梨香                      |
| 41                            | 愛的守護甜心劇場篇            |                               | 2010年2月27日                 | 浅川美也 大野木寬             | 安田賢司                      | 安田賢司                      | 見嶋梨香                      |
| 42                            | 百鬼故事之後篇                |                               | 2010年2月27日                 | 浅川美也 大野木寬             | 安田賢司                      | 安田賢司                      | 見嶋梨香                      |
| 43                            | 叮、噹、鏘篇                  |                               | 2010年3月6日                  | 山口伸明 花田十輝             | 安田賢司                      | 安田賢司                      | 見嶋梨香                      |
| 44                            | 準備睡午叫囉篇                |                               | 2010年3月6日                  | 山口伸明 花田十輝             | 安田賢司                      | 安田賢司                      | 見嶋梨香                      |
| 45                            | 遲到了、遲到了～！篇          |                               | 2010年3月13日                 | 大野木寬 山口伸明             | 安田賢司                      | 安田賢司                      | 見嶋梨香                      |
| 46                            | 再來一碗、來！篇              |                               | 2010年3月13日                 | 大野木寬 山口伸明             | 安田賢司                      | 安田賢司                      | 見嶋梨香                      |
| 47                            | 開關 篇                       |                               | 2010年3月20日                 | 花田十輝 桑畑絹子             | 安田賢司                      | 安田賢司                      | 見嶋梨香                      |
| 48                            | 守護甜心脫口秀篇              |                               | 2010年3月20日                 | 花田十輝 桑畑絹子             | 安田賢司                      | 安田賢司                      | 見嶋梨香                      |
| 49                            | 題目是什麼篇                  |                               | 2010年3月27日                 | 浅川美也 花田十輝             | 安田賢司                      | 安田賢司                      | 見嶋梨香                      |
| 50                            | 咒語篇                        |                               | 2010年3月27日                 | 浅川美也 花田十輝             | 安田賢司                      | 安田賢司                      | 見嶋梨香                      |

## 播放電視台
| 播映區域       | 電視台         | 播映期間                      | 當地播映時間        | 所屬電視網 | 備註            |
| -------------- | -------------- | ----------------------------- | ------------------- | ---------- | --------------- |
| 關東地方       | 東京電視台     | 2007年10月6日－2010年3月27日  | 星期六 9:30－10:00  | TXN        | 製作電視台      |
| 岡山縣、香川縣 | 瀨戶內電視台   | 2007年10月7日－2010年3月28日  | 星期日 7:00－7:30   | TXN        | 延遲1日         |
| 福岡縣         | TVQ九州放送    | 2007年10月7日－2010年3月28日  | 星期日 7:00－7:30   | TXN        | 延遲1日         |
| 大阪府         | 大阪電視台     | 2007年10月7日－2010年3月28日  | 星期日 10:30－11:00 | TXN        | 延遲1日         |
| 愛知縣         | 愛知電視台     | 2007年10月14日－2010年4月4日  | 星期日 6:30－7:00   | TXN        | 延遲8日         |
| 北海道         | TV北海道       | 2007年10月14日－2010年4月4日  | 星期日 7:00－7:30   | TXN        | 延遲8日         |
| 三重縣         | 三重電視台     | 2007年10月18日－2010年4月8日  | 星期四 17:00－17:30 | 獨立UHF局  | 延遲12日        |
| 全日本         | AT-X           | 2007年10月19日－2010年4月9日  | 星期五 11:00－11:30 | 衛星電視   | 延遲13日 有重播 |
| 岐阜縣         | 岐阜放送       | 2007年10月21日－2010年4月11日 | 星期日 8:00－8:30   | 獨立UHF局  | 延遲15日        |
| 長崎縣         | 長崎國際電視台 | 2007年11月16日－2010年4月16日 | 星期五 15:55－16:25 | NNS        | 延遲54日        |

## 遊戲
1. 「しゅごキャラ! 3つのたまごと恋するジョーカー（守護甜心！ 三顆彩蛋与恋爱王牌）」
- 2008年3月13日，已發售。
- 對應機種：NDS
  - 《守护甜心：三只彩蛋与恋爱王牌》是以正在连载的少女漫画《守护甜心》为题材改编的恋爱冒险类游戏，玩家将扮演主人公日奈森亚梦，在圣夜学园的生会担任特别职位“JOKER”（王牌），完成各种工作，和登场的各角色恋爱，度过愉快的校园生活。除借助三个彩蛋的力量升级的“变身”系统之外，游戏还收录了众多小游戏可玩。

2. 「しゅごキャラ! あむのにじいろキャラチェンジ（守護甜心！ 亚梦的虹色形象改造）」
- 2008年11月6日，已發售。
- 對應機種：NDS
  - 《守护甜心：亚梦的虹色形象改造》是以正在讲谈社漫画志上连载的漫画“守护甜心”为题材的游戏软件。玩家化身主人公日奈森亚梦，用特殊能力“形象改造”提升登场人物的好感度，最终获比赛优胜。

3. 「しゅごキャラ! ノリノリ!キャラなりズム♪ （守護甜心！ 甜心旋律）」
- 2009年8月6日，已發售。
- 對應機種：NDS
  - 第3弹《守护甜心：甜心旋律》目前已正式发售，游戏类型是系列首次的音乐动作游戏。玩家在游戏中可以听到原作中耳熟能详的角色歌曲，在这些歌曲的陪伴下，配合旋律点击画面完成挑战。

## 網路電台
- （譯：能聽到就好了！守護甜心！電台）
- 播放日期：2008年1月23日〜2010年3月31日
- 播放網站：守護甜心特別網站 （日文）
- 節目主持：伊藤加奈惠（日奈森亞夢）、阿澄佳奈（小蘭）、加藤奈奈繪（米奇）、豐崎愛生（舒舒）

## 備註
1. ↑  波麗佳音、講談社、SATELIGHT、創通。
2. ↑  《守護甜心！派對！》中的番外篇。
3. ↑  第二十五話。

## 外部連結
- 守護甜心！官方網站（页面存档备份，存于）（日語）
- 守護甜心！ 東京電視台官方網站（页面存档备份，存于）（日語）
- 守護甜心！！心跳 東京電視台官方網站（页面存档备份，存于）（日語）
- 守護甜心！派對！東京電視台官方網站（页面存档备份，存于）（日語）
- 守護甜心（Takara Tommy商品官方網站）（日語）
- 守護甜心！NDS版遊戲官方網站（页面存档备份，存于）（日語）
- Yujin官方網站（页面存档备份，存于）（日語）
- Easter Music官方網站（日語）
- udn聯合追星網-娛樂專題-守護甜心

（页面存档备份，存于）